# Alessandro Saravalle
Alessandro Saravalle (1996) es un deportista italiano que compite en triatlón y duatlón.
Ganó dos medallas en el Campeonato Mundial de Duatlón Campo a Través, en los años 2022 y 2023, y tres medallas en el Campeonato Europeo de Duatlón Campo a Través entre los años 2021 y 2023. Además, obtuvo una medalla de bronce en el Campeonato Europeo de Triatlón de Invierno de 2023.

## Palmarés internacional
| Campeonato Mundial | Campeonato Mundial      | Campeonato Mundial | Campeonato Mundial |
| Año                | Lugar                   | Medalla            | Prueba             |
| ------------------ | ----------------------- | ------------------ | ------------------ |
| 2022               | Târgu Mureș (Rumania)   | Medalla de bronce  | Individual         |
| 2023               | Ibiza (España)          | Medalla de bronce  | Individual         |
| Campeonato Europeo |                         |                    |                    |
| Año                | Lugar                   | Medalla            | Prueba             |
| 2021               | Andalo (Italia)         | Medalla de plata   | Individual         |
| 2022               | Bilbao (España)         | Medalla de plata   | Individual         |
| 2023               | Riva del Garda (Italia) | Medalla de bronce  | Individual         |

| Campeonato Europeo | Campeonato Europeo            | Campeonato Europeo | Campeonato Europeo |
| Año                | Lugar                         | Medalla            | Prueba             |
| ------------------ | ----------------------------- | ------------------ | ------------------ |
| 2023               | San Julián de Loria (Austria) | Medalla de bronce  | Individual         |